# 嘛呢拉康
嘛呢拉康（Mani Lhakang），位于西藏自治区拉萨市城关区八廓北街，是一座藏传佛教宁玛派寺院。

## 简介

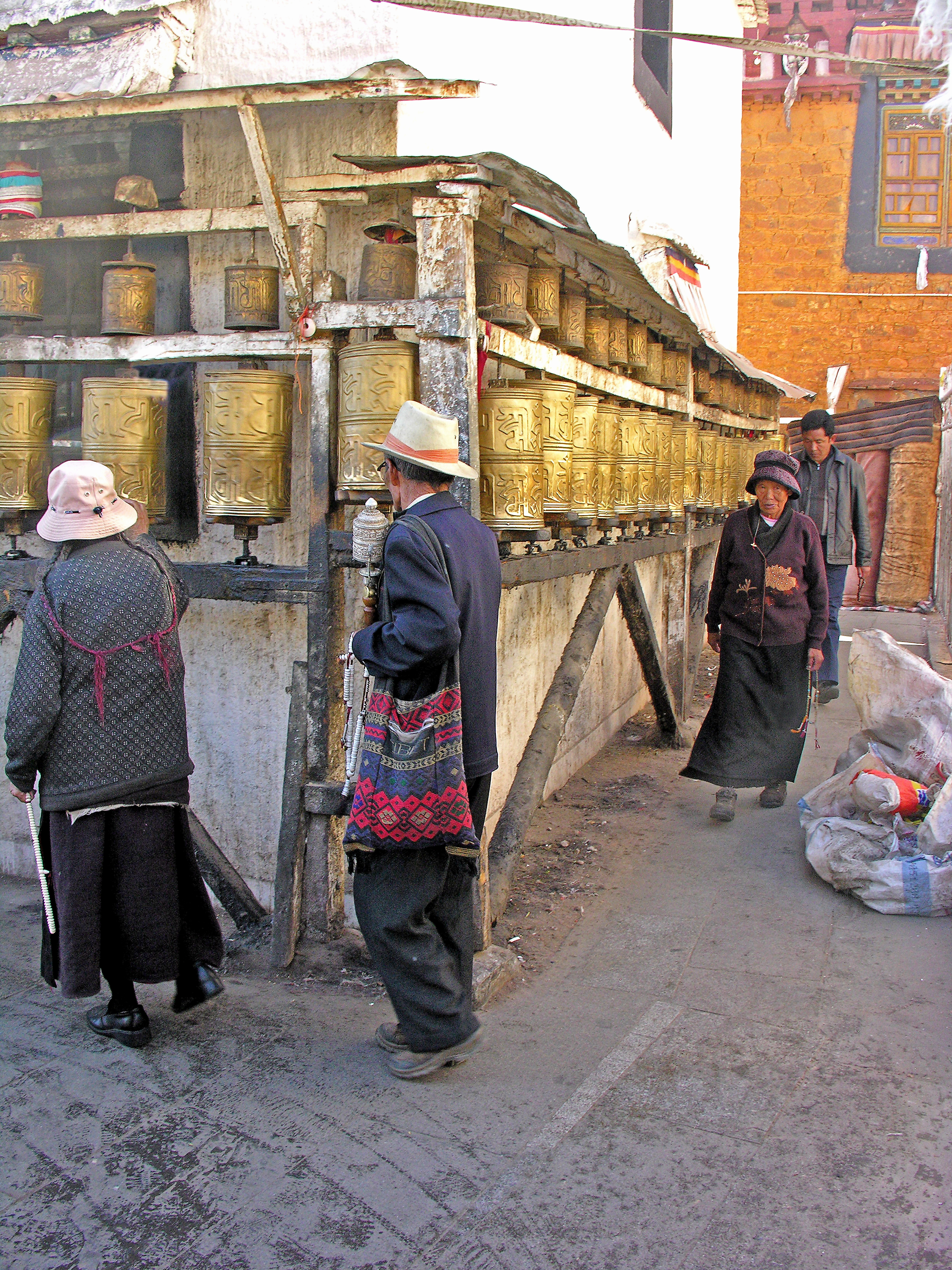
嘛呢拉康外的小嘛呢

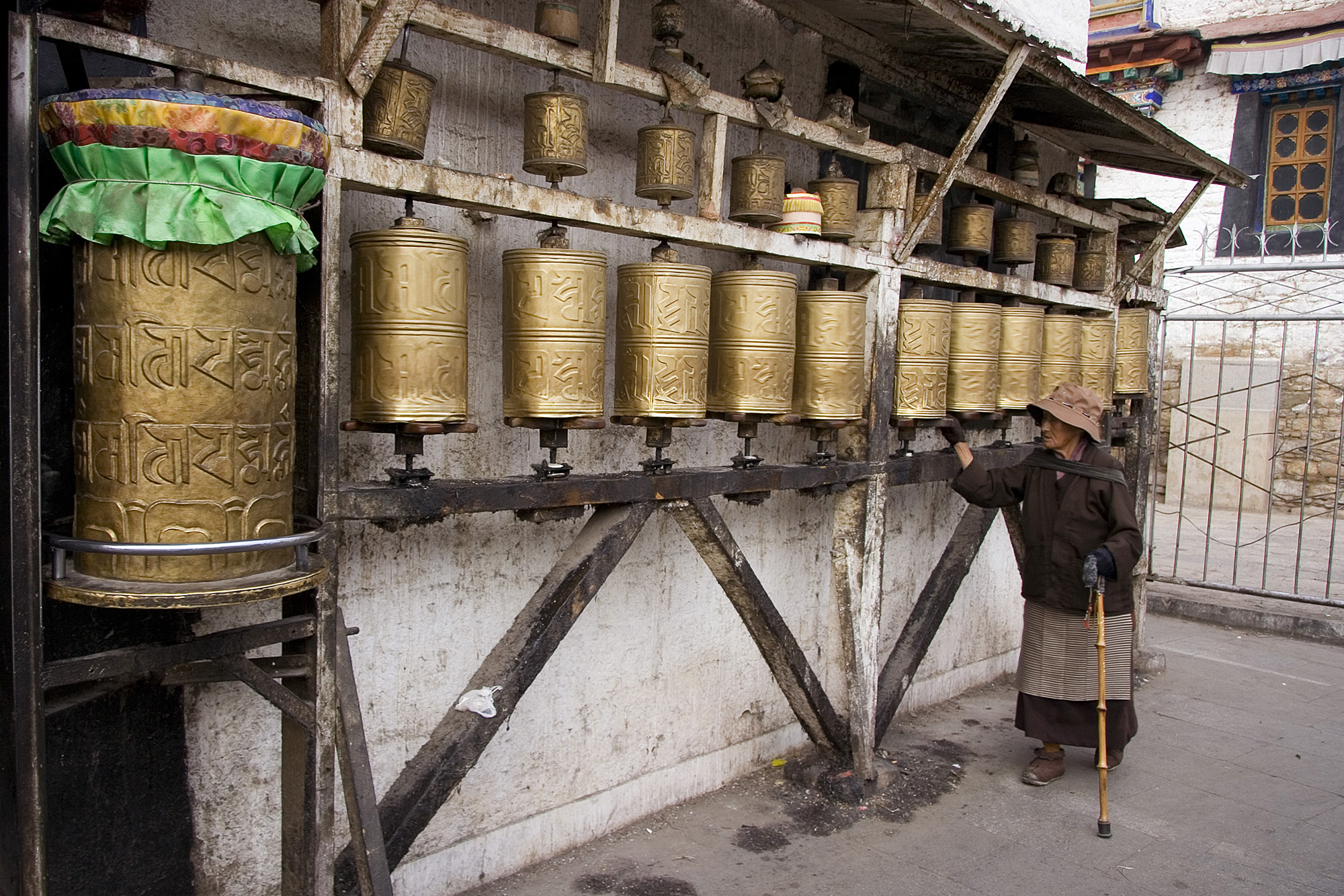
嘛呢拉康外的小嘛呢

嘛呢拉康位于八廓转经道旁，朗孜夏的对面。历史上，嘛呢拉康并不在此，而在八廓北街原来路中间，即如今的八廓北街尾段、八廓东北角的黄房子之所在（2009年此处是一家唐卡店）。在原来的嘛呢拉康旁边，曾有一座白塔，称“四门白塔”，供奉商人之神罗布桑布的头盖骨。该塔建成初期，唐东杰布便曾在塔下空间露宿并化缘。过去拉萨人在表示诚实时，总会说“我敢对四门白塔发誓！”可见该塔的重要。
如今这座新的嘛呢拉康的所在地，本来是朗孜夏的露天刑场。过去公开笞刑，多在此举行。新的嘛呢拉康是1980年代由私人出资，为了代替原来的嘛呢拉康而易地重建的，为一座白色的建筑。
该寺的街门上悬挂着写有藏文及汉文的金属匾额，其中汉文为“山南敏珠林寺嘛呢拉康”。该寺正前方有一座煨桑炉，香烟缭绕。该寺是宁玛派寺院敏珠林寺的属寺。藏族人一般将装有大经筒的房间称为“嘛呢拉康”。嘛呢拉康只有一间佛殿，内悬一直径2米、高3米的转经筒（藏语称转经筒为“嘛呢”），四周墙壁的佛台上放满酥油灯，整个空间非常狭小，两人同时通过会遇到困难。嘛呢拉康非常热闹。到八廓街转经者多来该堂内转动经筒，人多时非常拥挤。
转经者应祈祷，念诵大明六字观音真言，按顺时针方向绕三圈、七圈，乃至百千圈。在殿的外方，还有许多小嘛呢（经轮）围绕，可以按顺时针方向围绕殿堂继续转经。